# Historie
 For alternative betydninger, se Historie (flertydig). (Se også artikler, som begynder med Historie)
Historie henviser enten til det, der skete i fortiden, eller forskningen i og formidlingen af denne fortid, dvs. historieskrivning. Der skelnes ofte mellem historisk tid og forhistorisk tid. Historisk tid er den tid, hvor vi har skriftlige kilder fra, og forhistorisk tid er fra tiden før skriftsproget. Forhistorisk tid udforskes derfor af arkæologer i stedet for historikere. Historiefaget, der i vid udstrækning er en del af det humanistiske vidensområde, men som også indeholder vigtige samfundsvidenskabelige elementer, drejer sig således ofte at udforske af begivenheder, udviklingsforløb, motivationer og årsagssammenhænge i fortiden.

## Historiefagets oprindelse
Herodot og Thukydid opfattes normalt som de to grundlæggere af historiefaget i den græske oldtid. Med Thykudids værk om den peloponnesiske krig etableres udenrigspolitikkens historie som et af historiefagets traditionelle fokusområder. Herodot, der allerede af romeren Cicero blev udnævnt til "historiens fader", søgte derimod i værket Historia (undersøgelse) at finde frem til, hvordan en lille koalition af græske bystater kunne besejre datidens stormagt Perserriget ved søslaget Salamis ved Athen. I modsætning til moderne historievidenskab gik Herodot dog ud fra, at guderne greb direkte ind i begivenhederne.

## Etymologi
Termen historie har sin oprindelse i oldtidens Grækenland ἱστορία (historía), med betydningen "undersøgelse" eller "bedømmelse".
Den græske betegnelse blev benyttet som låneord i klassisk latin som historia, og har senere bredt sig til blandt andet oldengelsk som history.

## Grundlæggelsen og udviklingen af det moderne historiefag
Det moderne historiefag opstår i sin tidligste form i løbet af 1700-tallet,, men det er først i slutningen af 1800-tallet med historikeren og teologen Leopold von Ranke, at historiefaget bliver professionaliseret, hvilket sker i forbindelse med, at historiefaget - i lighed med andre videnskabelige discipliner - får skabt sig en faglig "infrastruktur" med universitetsuddannelser, forskningsinstitutioner og videnskabelige tidsskrifter. Samtidig hermed bliver fagets metode, der er kendt som kildekritik, udviklet. Kildekritikken var inspireret af positivismen og udviklingen i de andre videnskaber, især naturvidenskaberne. Også her regnes Ranke for en foregangsmand. Han indledte med sit værk Zur Kritik neuerer Geschichtsschreiber (1824) en epoke, hvor ambitionen om en historisk objektivitet blev det primære mål. Ambitioner var, at "... bloss zeigen, wie es eigentlich gewesen ist," dvs. blot vise hvordan det egentlig har været. Caspar Paludan-Müllers værk Grevens Fejde, skildret efter trykte og utrykte Kilder i to bind (1853-1854) præsenterer den første sammenhængende redegørelse for et udsnit af Danmarkshistorien, hvor der samtidig er en konsekvent kritik af den traditionelle fremstilling og udstrakt benyttelse af arkivalsk materiale. Caspar Paludan-Müller anvendte de kildekritiske principper, der hørte til Rankes og Niebuhrs historisme. Hans elev, Kristian Erslev, kritiserede senere i sin karriere Paludan-Müllers historistiske udgangspunkt og udarbejdede de principper for historieforskning, som har givet ham ry for at være kildekritikkens første repræsentant i Danmark og dens fremmeste praktiker og teoretiker.
I lang tid var det den politiske historie, der var mest fremherskende i historieforskningen. Fokus var på staternes interne stridigheder eller på samfundsudviklingen med udgangspunkt fx i det parlamentariske arbejde, men efter anden verdenskrig kom blev historiefaget udvidet til at undersøge flere aspekter af fortiden. Her kom især socialhistoriens arbejde med at undersøge forskellige samfundsgruppers levevilkår til at spille en vigtig rolle. Den sproglige vending, der var en af det 20. århundredes vigtigste filosofiske nybrud, kom også til at påvirke historiefaget. Ifølge disse tænkere har fokus i filosofihistorien ændret perspektiv fra fokus på ontologi, til senere (med bl.a. Kants værker) at tendere mod en erkendelsesteoretisk orientering, og derefter i det 20. århundrede orientere sig mod sproget. Denne såkaldte "sproglige vending" kom til at påvirke historiefaget gennem diskussioner omkring postmodernisme, hvor en skeptiker som Hayden White fx fremførte idéen om, at historiske fortællinger er formet på samme måde som litterære fortællinger, hvilket for ham betyder, at historiske fremstillinger er beslægtet mere med skønlitteratur end videnskab. White bruger bl.a. begrebet emplotment til at signalere, at historikere angiveligt udvælger historiske begivenheder og så lægger disse fakta ind i fortællinger (plots), som har forskellig karakter. For White betyder dette, at den historiske forklaringskraft, som disse fortællinger kan siges at have, kommer fra, at de bruger en bestemt narrativ form, mere end det er fordi, fortællingerne på nogen måde refererer til virkeligheden. Den sproglige vending kom også til at påvirke historiefaget gennem den såkaldte begrebshistorie, der undersøger forskellige begrebers udviklinger over lange tidsperioder. Især Reinhart Kosellecks navn er i dag synonymt med begrebshistorien. Senere er fx mikrohistorien kommet til som en vigtig udvikling af historiefaget.
Karl Popper fremhævede, at videnskabelig sandhed ikke altid kan ikke måles og vejes, men historiske hypoteser kan i stedet afkræftes med udgangspunkt i den eksisterende viden. Der er gjort mange forsøg på at anvende falsifikationsteorien i historisk forskning, men i praksis har det vist sig vanskeligt at overvinde det grundlæggende problem, at historikere normalt ikke opstiller hypoteser.

### Oversigts- og introduktionslitteratur
- Clausen, H.P. (1963) Hvad er historie. København: Berlingske Forlag.
- Floto, Inga (1985) Historie. København: Museum Tusculanum.
- Kjeldstadli, Knut (2001) Fortiden er ikke hvad den har været. Roskilde: Roskilde Universitetsforlag.
- Østergård, Uffe (2015) "Historiefaget mellem samfundsvidenskab og kulturvidenskab" i Kampen om disciplinerne (red. David Budtz Pedersen, Frederik Stjernfeldt og Simo Køppe). København: Hans Reitzels Forlag.

### Historisk metode og videnskabsteori
- Erslev, Kristian (1987): Historisk Teknik. Den historiske Undersøgelse fremstillet i sine Grundlinier (føsteudgave 1911), Den danske historiske Forening. ISBN 87-87462-30-3
- Kristensen, Bent Egaa (2007): Historisk Metode: En Indføring i Historieforskningens Grundlæggende Principper, Hans Reitzel. ISBN 978-87-412-5045-8
- Olden-Jørgensen, Sebastian (2001): Til kilderne! Introduktion til historisk kildekritik, Gad. ISBN 87-12-03778-8
- Watson, Walter (1993) The Architectonics of Meaning: Foundations of the New Pluralism. Chicago: The University of Chicago Press.
- White, Hayden (2001) "Historical Emplotment and the Problem of Truth" i The History and Narrative Reader (red. Geoffrey Roberts). New York: Routledge.

### Klimahistorie
- Charpentier Ljungqvist, Fredrik (2009): Global nedkylning - Klimatet och människan under 10 000 år. Stockholm
- Behringer, Wolfgang (2010): A cultural history of climate, London

### Kvinde- og kønshistorie
- Dahlerup, Drude (1998): Rødstrømperne - den danske Rødstrømpebevægelses udvikling, nytænkning og gennemslag 1970-1985. Gyldendal
- Kofoed, Nina (2008): Besovede kvindfolk og ukærlige barnefædre. Museum Tusculanum
- Larsen, Jytte (2015): Også andre hensyn. Dansk ligestillingshistorie 1849-1915. Aarhus Universitetsforlag

### Skole- og uddannelseshistorie
- Appel, Charlotte og Ning de Coninck-Smith (2015) Dansk skolehistorie 1-5. Aarhus Universitetsforlag
- Bayer, Søs og Jens Erik Kristensen (red.) (2015): “Pædagogprofessionens historie og aktualitet 1-2”. U Press
- Braad, Karen et al. (2005): Seminariet i to århundreder. Læreruddannelsens historie. Selskab for skolehistorie
- Hermann, Stefan (2017): “ Magt & oplysning – Folkeskolen 1950-2006”. Unge Pædagoger
- Hovgaard Jakobsen, Kate (2001): “Den verdslige sygeplejerskeuddannelse ved Københavns Kommunehospital 1876. Et Bourdieu-studie af uddannelsens opkomst og konstituering”. Danmarks Sygeplejerskehøjskole ved Aarhus Universitet.

### Medicinhistorie
- Bek-Thomsen, Jakob (2018). "Den største ulykke en kvinde kan opleve...": Urininkontinens i historisk perspektiv. KontinensNyt, 3(2)
- Bek-Thomsen, Jakob (2018). Min, din og vores sygdom: Epidemier og vacciner i den globale medicinhistorie. I C. Andersen, & M. Thorup (red.), Global Idéhistorie (s. 203-213). Baggrund
- Bonderup, Gerda (1995): Potte-glasering og quacksalvere: tanker om lægeindberetninger som kilder til belysning af befolkningens levevilkår og sundhedsforhold i de første par årtier i 1800-tallet. Den jyske historiker, 72
- Jacobsen, Kurt og Klaus Larsen (2017): Ve og velfærd - Læger, sundhed og samfund gennem 200 år. Fadl Forlag